# Опреловцы
Опреловцы (укр. Опрілівці) — село в Збаражской городской общине Тернопольского района Тернопольской области Украины.
Код КОАТУУ — 6122487002. Население по переписи 2001 года составляло 418 человек.
До 2020 года входило в Збаражский район.

## Географическое положение
Село Опреловцы находится на левом берегу реки Гнездечна, в месте впадения в неё реки Гнезна,
ниже по течению на расстоянии в 3 км расположено село Ивашковцы,
на противоположном берегу — село Чумали.

## История
- 1545 год — дата основания.

## Объекты социальной сферы
- Школа I ст.
- Клуб.